# Radcliffe F.C.
Radcliffe Football Club (tidligere Radcliffe Borough) er en engelsk fodboldklub baseret i Radcliffe, Greater Manchester. Klubben spiller sine hjemmekampe i Stainton Park og blev dannet den 24. maj 1949. Førsteholdet spiller i National League North. Klubben nåede den første runde af FA Cup for første gang i klubbens historie i 2000. Klubben skiftede sin navn til Radcliffe Football Club i 2018-19 sæsonen.